# Erica microdonta
Erica microdonta là một loài thực vật có hoa trong họ Thạch nam. Loài này được (C.H.Wright) E.G.H.Oliv. mô tả khoa học đầu tiên năm 1994.